# Grajband
Grajband (ang. Grojband, 2013–2015) – kanadyjski serial animowany stworzony przez Todda Kauffmana i Marka Thorntona, twórców m.in. serii animowanego reality show „Totalna Porażka”. Wyprodukowany przez Fresh TV i Neptoon Studios.
Premiera serialu miała miejsce 10 czerwca 2013 roku na amerykańskim Cartoon Network, a 15 dni później 25 czerwca 2013 roku na amerykańskim Boomerangu w Stanach Zjednoczonych. Premiera serialu w Kanadzie odbyła się 5 września 2013 roku na kanadyjskim Teletoon. W Polsce premiera serialu odbyła się 21 października 2013 roku na antenie teleTOON+.

## Fabuła
Serial opisuje losy 13-letniego Coreya Riffina, który wraz z trzema przyjaciółmi – Laney oraz bliźniakami Kinem i Konem, zakłada swój własny zespół. Corey cierpi na „niemoc twórczą”. Nie jest w stanie napisać dobrego i pradziwego tekstu piosenki aż do momentu, kiedy w ręce wpada mu pamiętnik jego siostry Triny. Tam chłopak znajduje emocje i bunt, które stają się doskonałym źródłem inspiracji. Od tej pory Corey i jego przyjaciele muszą zadbać o to, żeby w życiu siostry frontmana Grajbandu działo się dużo.

## Wersja polska
Opracowanie wersji polskiej: na zlecenie teleTOON+ – Studio Sonica

Reżyseria: Jerzy Dominik

Dialogi: Joanna Kuryłko

Dźwięk i montaż: Agnieszka Stankowska

Kierownictwo muzyczne: Marek Krejzler

Kierownictwo produkcji: Dorota Furtak

Wystąpili:
- Karol Jankiewicz – Corey Riffin
- Krzysztof Szczerbiński – Kin Kujira
- Joasia Jabłczyńska – Laney Penn
- Bartłomiej Magdziarz – Kon Kujira
- Piotr Bajtlik – Nick Mallory
- Magdalena Krylik – Trina Riffin
- Krystyna Kozanecka – Mina Beff (odc. 1-13)
- Joanna Pach –
  - Mina Beff (odc. 14-26),
  - Kate,
  - Cherry Grapestain (odc. 2a),
  - sprzedawczyni (odc. 2b),
  - jedna z kujonek (odc. 7a),
  - różowa kosmitka (odc. 9a)
- Miłogost Reczek –
  - Roślina (odc. 1b),
  - serce Laney (odc. 2b, 8a)
  - Blade Stabbington (odc. 3a),
  - Diver (odc. 7a)
- Rafał Fudalej –
  - Imprezowy Dann (odc. 5a),
  - jeden z kujonów (odc. 7a),
  - Gorb (odc. 9a),
  - Larry (odc. 15a, 16b)
- Leszek Zduń –
  - Nerd Coffin (odc. 2b),
  - Lodziarz (odc. 7a),
  - Kask (odc. 8b),
  - ciemnoniebieski kosmita (odc. 9a),
  - dzidziuś (odc. 16a)
- Tomasz Błasiak – Burmistrz Mellow

oraz:
- Monika Pikuła – Allie
- Zbigniew Suszyński –
  - Buzz Newsworthy,
  - Dave (odc. 7a),
  - Szwajcar w telewizji (odc. 8b),
  - Dżin Clyde (odc. 9a)
- Paweł Szczesny –
  - Cake Barney (odc. 1b, 8a, 16a),
  - jeden z zawodników wyścigu (odc. 7a)
- Dorota Furtak – Carrie Beff (odc. 3a, 9a-9b, 15a, 16b)
- Anna Apostolakis-Gluzińska –
  - Rhonda (odc. 7a),
  - Barnina Bambely (odc. 8a),
  - Dżin Bessie (odc. 9a)
- Mirosława Krajewska
- Julia Kołakowska

i inni
Śpiewali: Krzysztof Pietrzak, Joanna Jabłczyńska i inni
Lektor: 
- Jerzy Dominik,
- Jan Aleksandrowicz-Krasko (odc. 22a, 26)

## Odcinki
- Serial po raz pierwszy pojawił się w Polsce na kanale teleTOON+:
  - I seria (odc. 1-13) – 21 października 2013 roku,
  - I seria (odc. 14-26) – 17 lutego 2014 roku.

### Spis odcinków
| Premiera odcinka | N/o | Polski tytuł                           | Angielski tytuł                    |
| ---------------- | --- | -------------------------------------- | ---------------------------------- |
|                  |     |                                        |                                    |
| SERIA PIERWSZA   |     |                                        |                                    |
|                  |     |                                        |                                    |
| 21.10.2013       | 01  | Potwór rocka                           | Monster Of Rock                    |
| 21.10.2013       | 01  | Jednoroślinna kapela                   | One Plant Band                     |
|                  |     |                                        |                                    |
| 22.10.2013       | 02  | Pochmurno z szansą na słodowe kuleczki | Cloudy With a Chance of Malt Balls |
| 22.10.2013       | 02  | Taniec umarlaków                       | Dance of the Dead                  |
|                  |     |                                        |                                    |
| 23.10.2013       | 03  | Obóz trwogi                            | Creep Away Camp                    |
| 23.10.2013       | 03  | Rock w zoo                             | Zoohouse Rock                      |
|                  |     |                                        |                                    |
| 24.10.2013       | 04  | Derby-Demolka                          | Smash Up Derby                     |
| 24.10.2013       | 04  | Pszczela Królowa                       | Queen Bee                          |
|                  |     |                                        |                                    |
| 25.10.2013       | 05  | Rock ‘N Ospa                           | Pox N’ Roll                        |
| 25.10.2013       | 05  | Bez sznurków                           | No Strings Attached                |
|                  |     |                                        |                                    |
| 28.10.2013       | 06  | Sen na opak                            | Dreamreaver                        |
|                  |     |                                        |                                    |
| 29.10.2013       | 07  | Rock niezależny 400                    | In-D Road Rager                    |
| 29.10.2013       | 07  | Matematyka Kona                        | Math of Kon                        |
|                  |     |                                        |                                    |
| 30.10.2013       | 08  | Potrzebujesz tylko tortu               | All You Need is Cake               |
| 30.10.2013       | 08  | Kask                                   | Helmet                             |
|                  |     |                                        |                                    |
| 31.10.2013       | 09  | Kosmiczne rockowanie                   | Space Jammin                       |
| 31.10.2013       | 09  | Życzenia nad dzbankiem                 | Wish Upon a Jug                    |
|                  |     |                                        |                                    |
| 04.11.2013       | 10  | Super zera                             | Super Zeroes                       |
| 04.11.2013       | 10  | Pamiętny rycerz                        | Knight To Remember                 |
|                  |     |                                        |                                    |
| 05.11.2013       | 11  | Szacun                                 | Line of Credit                     |
| 05.11.2013       | 11  | Dzisiaj sierść, jutro Kon              | Hair Today, Kon Tomorrow           |
|                  |     |                                        |                                    |
| 06.11.2013       | 12  | W powietrzu i na morzu                 | On The Air                         |
| 06.11.2013       | 12  | Wyprzedzić dźwięk                      | Ahead Of Our Tone                  |
|                  |     |                                        |                                    |
| 07.11.2013       | 13  | Miłość we Wdółwindzie                  | Love In A Nethervator              |
| 07.11.2013       | 13  | Sześć strun zła                        | Six Strings Of Evil                |
|                  |     |                                        |                                    |
| 17.02.2014       | 14  | W rozmiarze Bujaka                     | Rockersize                         |
| 17.02.2014       | 14  | Pogodny żniwiarz                       | Grin Reaper                        |
|                  |     |                                        |                                    |
| 18.02.2014       | 15  | Gospodarze dają czadu                  | Rock the House                     |
| 18.02.2014       | 15  | Wojna i Peaceville                     | War and Peaceville                 |
|                  |     |                                        |                                    |
| 19.02.2014       | 16  | Mimolioza                              | Myme Disease                       |
| 19.02.2014       | 16  | Kon-fuzja                              | Kon-fusion                         |
|                  |     |                                        |                                    |
| 20.02.2014       | 17  | W twarz                                | Inn Er Face                        |
| 20.02.2014       | 17  | Kim jesteś?                            | Who Are You                        |
|                  |     |                                        |                                    |
| 21.02.2014       | 18  | Pop z bąbelkami                        | Pop Goes The Bubble                |
| 21.02.2014       | 18  | Dziewczyna i festiwal                  | Girl Fest                          |
|                  |     |                                        |                                    |
| 24.02.2014       | 19  | Rock i polityka                        | The Bandidate                      |
| 24.02.2014       | 19  | Piracki wypoczynek dla mnie            | The Pirate Lounge for Me           |
|                  |     |                                        |                                    |
| 25.02.2014       | 20  | Holograj                               | Hologroj                           |
| 25.02.2014       | 20  | Kichaczek pociąga nosem                | The Snuffles with Snarffles        |
|                  |     |                                        |                                    |
| 26.02.2014       | 21  | Gąbkowy taniec                         | Bee Bop a Loofah                   |
| 26.02.2014       | 21  | Teraz usta akapella                    | A-capella-lips Now                 |
|                  |     |                                        |                                    |
| 27.02.2014       | 22  | Trinochód                              | Christrina                         |
| 27.02.2014       | 22  | To mój dżem                            | That’s My Jam                      |
|                  |     |                                        |                                    |
| 28.02.2014       | 23  | Za kapelusz i country                  | For Hat and Country                |
| 28.02.2014       | 23  | To jest w kartce                       | It’s In the Card                   |
|                  |     |                                        |                                    |
| 01.03.2014       | 24  | Saxsquatch                             | Saxsquatch                         |
| 01.03.2014       | 24  | Grupowy uścisk                         | Group Hug                          |
|                  |     |                                        |                                    |
| 02.03.2014       | 25  | Metrognom                              | Metrognome                         |
| 02.03.2014       | 25  | Pojedynek na przyciski                 | Dueling Buttons                    |
|                  |     |                                        |                                    |
| 03.03.2014       | 26  | Wszyscy tu rockujemy                   | Here Us, Rock!                     |
|                  |     |                                        |                                    |